# Zakaria Chihab
Zakaria Chihab, né le 5 mars 1926 au Grand Liban et mort en novembre 1984 à Koweït (Koweït), est un lutteur libanais spécialiste de la lutte gréco-romaine.

## Carrière
Zakaria Chihab est médaillé de bronze dans la catégorie des moins de 57 kg aux Jeux méditerranéens de 1951.
Il participe aux Jeux olympiques d'été de 1952 à Helsinki en lutte gréco-romaine et remporte la médaille d'argent dans la catégorie des poids coqs. Il est médaillé d'argent dans la même catégorie aux Jeux méditerranéens de 1955.